# 愛してない
「愛してない」（あいしてない）は、Janne Da Arcのボーカリスト、yasuのソロプロジェクト・Acid Black Cherryの3枚目のシングル。2007年11月28日にavexより発売された。

## 解説
完全限定生産盤には「愛してない」のPVとオフショットを収録したDVD付。通常盤の初回限定盤には封入特典として携帯用デコレーションステッカー封入（全3種類中1枚ランダム封入）、オリジナル携帯待ち受け画面プレゼント（全4種類中1種選択）。
レコーディングにはギターにAKIHIDE（from BREAKERZ）、ベースにSHUSE（ex.La'cryma Christi）、ドラムスに菅沼孝三が参加。AKIHIDEは前2作のPVには出演しているが、レコーディングに参加するのは3作目にして初である。PVは今回初めてyasu一人だけでの撮影となる。箱根でPV撮影が行われ、本人曰く、夜間に雨に打たれながら歌うシーンを撮影する時はかなり寒かったという。
カップリング曲には《Recreation Track》として1979年に久保田早紀がリリースしたデビューシングル「異邦人」のカバーを収録している。編曲、コーラスにはkiyoが参加している。また、kiyoは全てのインストゥルメンタルパートを担当している。yasu本人は気に入っていたがスタッフ受けが良くなかったらしく、「まさかシングルになるとは思っていなかったのでうれしかった」とのこと。

## 収録内容
| #         | タイトル       | 作詞       | 作曲       | 編曲      | 時間 |
| --------- | -------------- | ---------- | ---------- | --------- | ---- |
| 1.        | 「愛してない」 | 林保徳     | 林保徳     | 林保徳    | 4:39 |
| 2.        | 「異邦人」     | 久保田早紀 | 久保田早紀 | kiyo      | 4:25 |
| 合計時間: | 合計時間:      | 合計時間:  | 合計時間:  | 合計時間: | 9:04 |

| #  | タイトル                     | 作詞 | 作曲・編曲 |
| -- | ---------------------------- | ---- | ---------- |
| 1. | 「愛してない【music clip】」 |      |            |
| 2. | 「OFF SHOT」                 |      |            |